# Premnornis guttuliger
Premnornis guttuliger е вид птица от семейство Furnariidae, единствен представител на род Premnornis.

## Разпространение
Видът е разпространен в Боливия, Венецуела, Еквадор, Колумбия и Перу.